# Natürliche Abschilderung des academischen Lebens
Die „Natürliche Abschilderung des academischen Lebens in gegenwärtigen Vierzehn schönen Figuren ans Licht gestellt von D.“ ist eine Serie von 14 Kupferstichen, die dem Nürnberger Kupferstecher Johann Georg Puschner (1680–1749), unter Verwendung des Pseudonyms „Dendrono“, zugeschrieben wird. Diese Serie von Bildmotiven mit Begleittexten aus dem studentischen Leben an der Universität Altdorf ist vermutlich um 1725 entstanden und heute nur in ganz wenigen Exemplaren vollständig erhalten.

## Inhalt
Die Blätter der Serie geben verschiedene Szenen des studentischen Lebens der damaligen Zeit wieder. Jedes Blatt wird dominiert von einer bildlichen Darstellung, unter der jeweils acht gereimte Verse, unterteilt in jeweils zwei Strophen, die Szene erläutern und gegebenenfalls mit einer pädagogischen Ermahnung versehen.
An einigen Details kann man erkennen, dass sich das Werk konkret auf die Universität Altdorf bezieht, die von 1622 bis 1809 die Universität der Reichsstadt Nürnberg war. Es ist aber so allgemein gehalten, dass die hier getroffenen Aussagen mit Sicherheit für das Studentenleben in ganz Mitteleuropa Gültigkeit haben.
Die ersten sieben Blätter zeigen den vorbildlichen Studenten, der unter Ausnutzung des damals typischen Lehrangebots einer Universität bis zum „Doctorat“ gelangt.

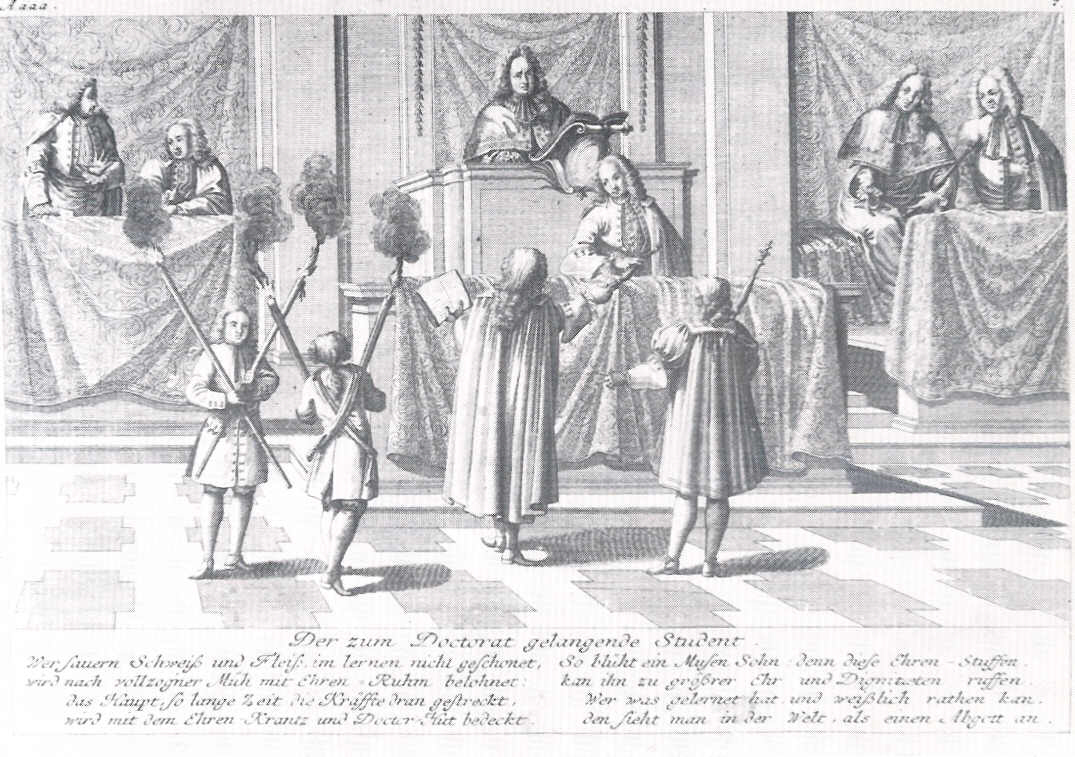
Der zum Doctorat gelangende Student

Wer sauern Schweiß und Fleiß im lernen nicht geschonet,

wird nach vollzogner Müh mit Ehren=Ruhm belohnet:

das Haupt so lange Zeit die Kräffte dran gestreckt,

wird mit dem Ehren-Krantz und Doctor-Hut bedeckt.

So blüht ein Musen Sohn denn diese Ehren-Stuffen,

kan ihn zu größrer Ehr und Dignitaeten ruffen.

Wer was gelernet hat und weißlich rathen kan,

den sieht man in der Welt, als einen Abgott an.
Die folgenden Blätter zeigen die Irrwege, die typischen Laster und Ausschweifungen, denen viele der damaligen „Musensöhne“ unter Ausnutzung der akademischen Freiheit erlagen.
Die letzten beiden Blätter zeigen schließlich schonungslos die Konsequenzen studentischen Fehlverhaltens und Versagens. Der gescheiterte Student muss ohne Examen die Universität verlassen und einen unsicheren Lebensweg einschlagen. Daraus wird der ermahnende Charakter des Werkes deutlich, das sicherlich mit pädagogischem Anspruch entstanden ist.

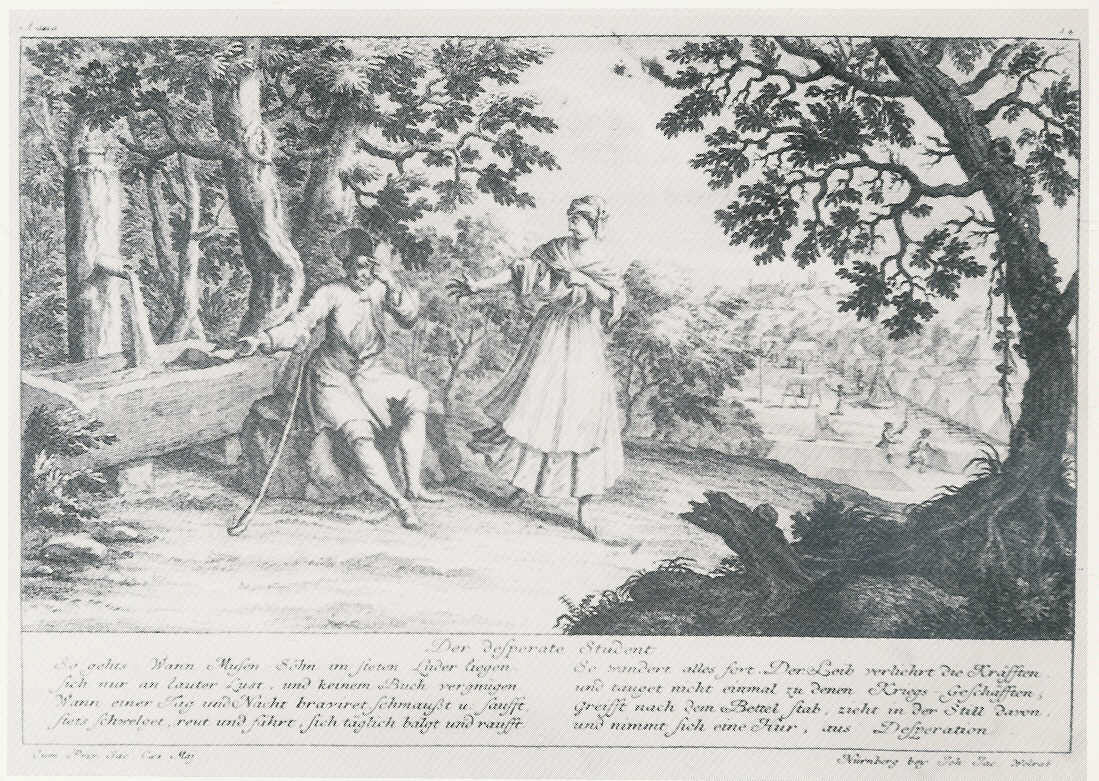
Der desperate Student

So gehts, Wann Musen-Söhn im steten Luder liegen,

sich nur an lauter Lust und keinem Buch vergnügen.

Wann einer Tag und Nacht braviret, schmaußt und saufft,

stets schwelget, reut und fährt, sich täglich balgt und raufft.

So wandert alles fort: Der Leib verliert die Kräfften

und tauget nicht einmal zu denen Kriegs-Geschäfften,

greifft nach dem Bettelstab, zieht in der Still davon,

und nimmt sich eine Hur, aus Desperation.
Die Einteilung der Blätter, zuerst die positiven, vorbildlichen:
- Blatt 1: Der angehende Student
- Blatt 2: Der andächtige Student
- Blatt 3: Der fleißige Student
- Blatt 4: Der fechtende Student
- Blatt 5: Der Tanzende Student
- Blatt 6: Der reitende Student
- Blatt 7: Der zum Doctorat gelangende Student

Die letzten sieben Blätter zeigen die negativen Seiten des Studentenlebens, die Entartungen und die Erfolglosigkeit:
- Blatt 8: Der faule Student
- Blatt 9: Der sauffende Student
- Blatt 10: Der Courtesirende Student
- Blatt 11: Der üppige Student
- Blatt 12: Der rauffende Student
- Blatt 13: Der in aller Still abziehende Student
- Blatt 14: Der desperate Student

Besonders Blatt 13 steht dabei in einer langen Tradition als sogenannte „Cornelius-Szene“ (siehe dazu Cornelius Relegatus). Unter diesem Begriff werden Darstellungen verstanden, die seit dem frühen 17. Jahrhundert symbolisch das Versagen eines Bummelstudenten zeigen. Typische Bildelemente sind dabei der Pedell, der eine Vorladung vor den Rektor an die Zimmertür schreibt, der Gläubiger, der den Studenten mit Schuldscheinen belästigt, und eine junge Frau, die den Studenten mit einem unehelichen Kind konfrontiert. Dazu werden im Bild oft auf dem Boden liegende zerbrochene Gegenstände gezeigt.

## Autor
Es ist nicht sicher, dass das Werk tatsächlich von Puschner stammt, aber sehr wahrscheinlich. Das Pseudonym „Dendrono“ leitet sich von altgriechisch δένδρον („dendron“, auf Deutsch „Baum“ oder „Busch“) her, was nach Ansicht der Kunsthistoriker auf Puschner hinweist, dessen Namen auch „Buschner“ oder „Büschner“ geschrieben wird.
Außerdem fertigte Puschner zu der in Frage kommenden Zeit mehrere Bildwerke zu Motiven aus Altdorf, z. B. die „Amoenitates Altdorfinae“, während in dieser Zeit kein anderer Künstler dort tätig war.
Einer der Söhne von Puschner, der die gleichen Vornamen wie sein Vater trägt, hat in seiner Werkstatt mitgearbeitet. Aufgrund des angenommenen Entstehungszeitraums von etwa 1725 kann davon ausgegangen werden, dass der Sohn aus Altersgründen bestenfalls assistierend an der Entstehung des Werkes beteiligt war.

## Überlieferung und Rezeption
Aufgrund seiner Qualität, seiner Anschaulichkeit und seiner umfassenden Darstellung aller Aspekte des damaligen Studentenlebens wurden die Bilder und Texte der „Natürlichen Abschilderung“ vor allem im 20. Jahrhundert in bedeutenden studentengeschichtlichen und bilderkundlichen Werken zum Studentenleben wiedergegeben und zitiert. Hier eine Auflistung dieser Werke in der zeitlichen Reihenfolge ihres Erscheinens:
- Richard Fick: Auf Deutschlands hohen Schulen, Berlin/Leipzig 1900
- Gustav Freytag: Bilder aus der deutschen Vergangenheit, 5 Bände, Leipzig (1925)
- Wilhelm Fabricius: Die Deutschen Corps, 2. Auflage, Frankfurt am Main 1926
- Paul Ssymank: Bruder Studio in Karikatur und Satire, Stuttgart 1929
- Max Bauer: Sittengeschichte des deutschen Studententums, Dresden o. J. (ca. 1930) Digitalisat
- Karl Konrad: Bilderkunde des deutschen Studentenwesens, 2. Auflage, Breslau 1931; Nachträge und Ergänzungen, Breslau 1935
- Paul Grabein (Hrsg.): Vivat Academia, 600 Jahre deutsches Hochschulleben, Essen o. J. (1932)
- Michael Klant: Universität in der Karikatur – Böse Bilder aus der kuriosen Geschichte der Hochschulen, Hannover 1984, ISBN 3-7716-1451-1
- Hans-Albrecht Koch: Die Universität. Geschichte einer europäischen Institution. Darmstadt 2008, S. 34, ISBN 978-3-534-19037-9

Lange Zeit galt das Exemplar in der Lipperheideschen Kostümbibliothek, die zum Bestand der Kunstbibliothek Berlin gehört, als das einzige vollständig erhaltene Exemplar der „Natürlichen Abschilderung“, das in einem kleinen Broschurbändchen aus dem Jahre 1962 (Neuauflage 1993) in Nürnberg bzw. Altdorf publiziert wurde.
Anlässlich der Aktivitäten zum 200. Jahrestag der Auflösung der Universität Altdorf im Jahre 2009 wurde bekannt, dass sich im Institut für Hochschulkunde an der Universitätsbibliothek Würzburg ein weiteres vollständiges Exemplar befindet, das sich aus Blättern aus den Sammlungen der Deutschen Gesellschaft für Hochschulkunde e.V. und des Verbandes Alter Corpsstudenten e.V. zusammensetzt. Dieses Exemplar wurde durch einen Jahreskalender und einen Fachartikel der Öffentlichkeit zugänglich.

## Belege
1. ↑  Ulrich Rasche: Cornelius relegatus in Stichen und Stammbuchbildern des frühen 17. Jahrhunderts in: Einst und Jetzt Band 53 (2008), Neustadt an der Aisch, S. 15–47. ISBN 978-3-87707-717-7